# Vasco Rossi Live '87
Vasco Rossi Live '87 è un video di Vasco Rossi uscito nel 1988 in VHS. Contiene registrazioni live tratte dai concerti tenuti dal rocker al Palazzo dello Sport di Roma, le date hanno fatto parte del C'è Chi Dice No Tour. La regia è di Nicola Metta.
Alcune scene di questo concerto furono anche utilizzate nel film Ciao ma'..., del regista Giandomenico Curi, uscito nelle sale nella primavera del 1988.

## Distribuzione ed edizioni
Del VHS, prodotto dalla Kono Music s.r.l./Le Furie s.r.l., esistono due distribuzioni. La principale fu ad opera dalla Panavideo di Milano. 

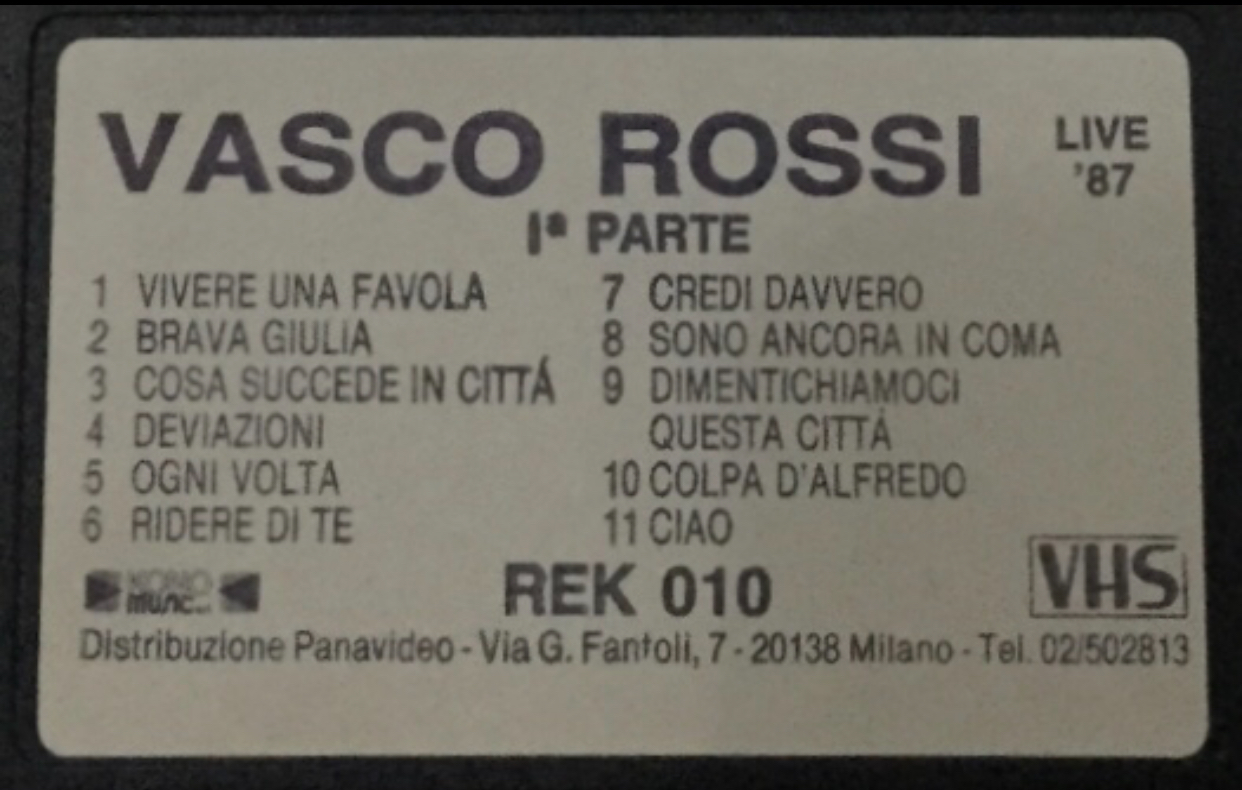
label distribuzione Panavideo

Un primo lotto di VHS di prova - con il bollino SIAE progressivo ancora incollato a mano invece del timbro SIAE sulla copertina - era invece stato distribuito dallo Studio P3, sempre in Milano. Come spesso accade, però, per soddisfare la domanda, alcune VHS dello Studio P3 sono finite nelle custodie Panavideo, e viceversa, e in molti abbinamenti fra 1 e seconda VHS si hanno rimescolamenti dei supporti e delle custodie.  

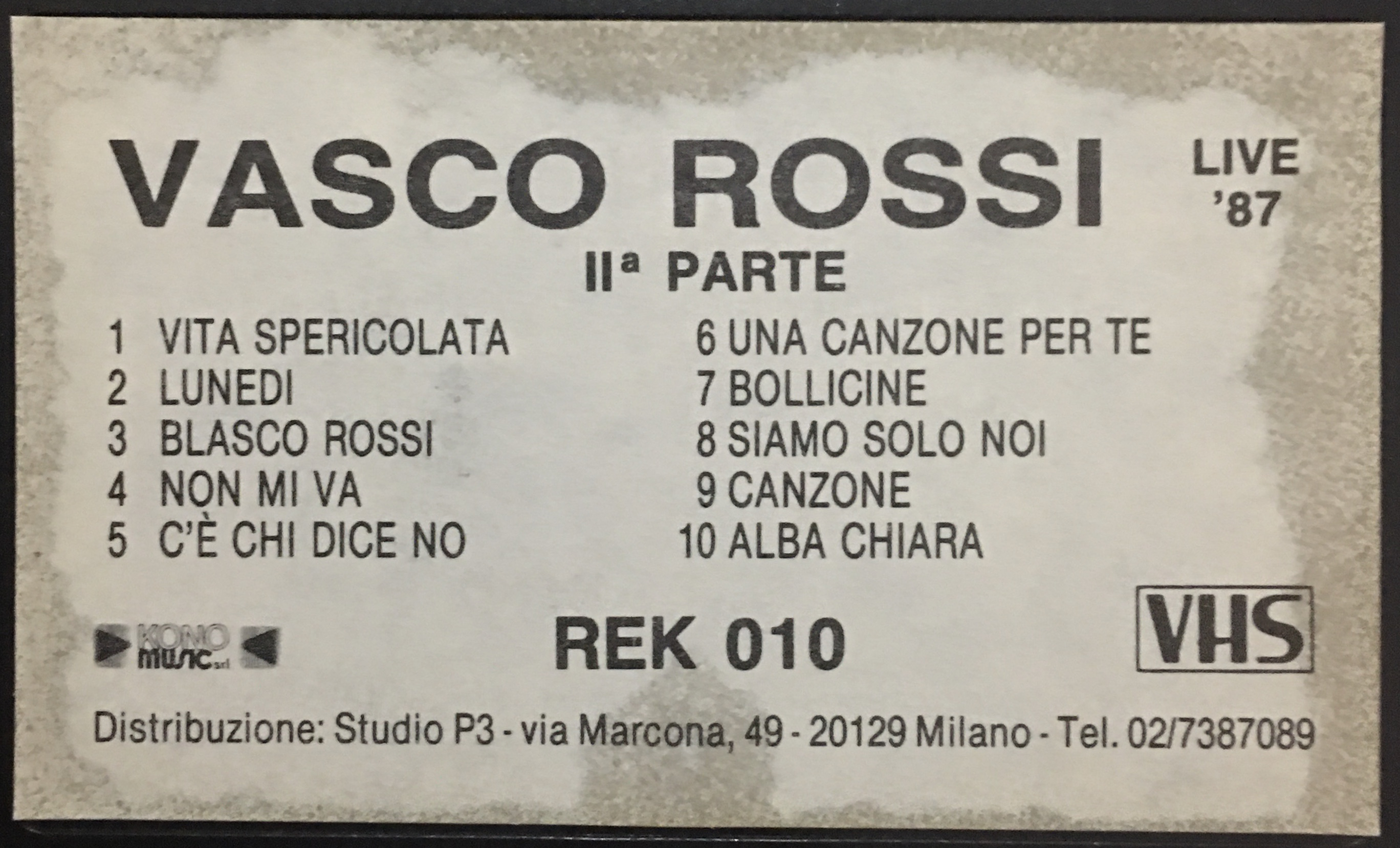
label distribuzione Studio P3

Entrambi i distributori non esistono più e lo stesso VHS non è mai stato ristampato.

## Formazione
- Vasco Rossi - voce e chitarra
- Mimmo Camporeale - tastiere
- Claudio Golinelli - basso
- Andrea Innesto - sax e tastiere
- Maurizio Solieri - chitarre
- Massimo Riva - chitarre, voci e tastiere
- Daniele Tedeschi - batteria
- Antonella Pepe - corista

## Tracce

### VHS 1
1. Vivere una favola
2. Brava Giulia
3. Cosa succede in città
4. Deviazioni
5. Ogni volta
6. Ridere di te
7. Credi davvero
8. Sono ancora in coma
9. Dimentichiamoci questa città
10. Colpa d’Alfredo
11. Ciao

### VHS 2
1. Vita spericolata
2. Lunedì
3. Blasco Rossi
4. Non mi va
5. C’è chi dice no
6. Una canzone per te
7. Bollicine
8. Siamo solo noi
9. Canzone
10. Albachiara